# Марго, Давид Давидович
Давид Давидович Марго (Margot; 1823—1872) — русский педагог швейцарского происхождения, автор массово применявшегося в русской школе до 1917 года учебника французского языка.

## Биография
Родился 8 октября 1823 года в г. Пюлли, возле Лозанны. Окончил Лозаннскую нормальную школу. Несколько лет был учителем в частном пансионе в Кёрке (Германия), где выучил немецкий язык.
В 1846 году приехал в Санкт-Петербург, где стал работать учителем французского языка в училище Св. Анны, а затем в Артиллерийском училище.
С 1856 года был преподавателем и инспектором училища при реформатских церквах, с 1859 года — его директор.
В 1858—1872 годах был лектором французского языка в Санкт-Петербургском университете.
Умер в Санкт-Петербурге 22 февраля (5 марта) 1872 года. Похоронен на Смоленском евангелическом кладбище.
Написал выдержавшие множество изданий учебные пособия:
- «Cours élémentaire et progressif de la langue française» (1855; 36-е издание. — Санкт-Петербург, 1909),
- «Grammaire théorique et pratique de la langue française» (9-е издание. — СПб., 1912).

Напечатал ещё «Quelques observations sur l’enseignement de la langue française dans les écoles» (Санкт-Петербург, 1854).

## В культуре
Русские писатели неоднократно упоминают учебник Марго, подчёркивая специфический стиль его упражнений:
Ныне ―

       мозг мой чист.

                             Язык мой гол.

Я говорю просто ―

                       фразами учебника Марго.

Я

  поэзии

             одну разрешаю форму:

краткость,

                 точность математических формул.Владимир Маяковский. Пятый Интернационал (1922)
Снова появился на сцене учебник Марго, но я уже не смеялся над его глупыми фразами, а она заставляла их заучивать наизусть; когда же я не точно их передавал (я был склонен по-своему их варьировать), то, не решаясь прибегать к пощёчинам и к подзатыльникам, она всё же делала мне незаслуженные строгие выговоры.А. Н. Бенуа. Жизнь художника (1955)
Это был смешной и неуклюжий учебник, вроде пресловутого учебника нашего детства ― Марго, над которым принято было всячески издеваться. Особенно хороши в учебнике Марго были примеры: «Золотые зайцы не желают скакать по зелёным канатам», «Этот день, не понедельник ли он?» , «Усыпляйтесь, моя дорогая бабушка, перед тёплым огоньком из камелька».К. Г. Паустовский. Повесть о жизни. Книга скитаний (1963)
Бузина и дядька. Стиль Л. Добычина, удивленно-каталогизаторский,  — точная копия II симфонии Белого (а проза Кузмина — окольная копия). А стиль II симфонии (это отметил Н. Валентинов)  — от учебника Марго: «моя сестра не выучила урок, а в саду соседа расцвела роза».М. Л. Гаспаров. Записи и выписки